# Кужбал
Ку́жбал — село Нейского района Костромской области. На уровне муниципального устройства входит в состав Нейского муниципального округа.
До 29 марта 2021 года входило в состав Кужбальского сельского поселения. Находится в 23-х километрах на северо-восток от г. Нея.
В селе сохранились развалины двух храмов: деревянного, который был основан прихожанами в 1762 г., и каменного, построенного в 1822 г. также на средства прихожан и исполненный в форме корабля.
В километре от села протекает река Нельша, которая впадает в реку Нея. Раньше по Нельше сплавляли лес.
Близлежащие населенные пункты: Петрятино, Афанасово, д. Домниково, Конново, д. Старищево (ныне не существующая), с. Заингирь, Кокуево, с. Михали, Починок, Школьный, Вожерово.

## История

### Царская Россия
В 1616 году из Галича по казённой надобности выехал некий Л. Сафонов, занимавший должность подьячего в губной администрации. Ему в числе других чиновников было поручено провести перепись всех населённых пунктов подведомственных территорий. По итогам этой переписи позднее была составлена Дозорная книга, в которой, среди прочих, есть следующая запись:

«Волость Парфеньевская окологородняя, а в ней в Кужбале погост, а на погосте церковь Воскресения Христова — деревянна клецка, а в церкви образы и свечи и книги и ризы и сосуды церковные и всё церковное строение приходских людей и колокола. Да на погосте ж церковных дворов: двор попа Тимона да три кельи нищих — питаются у церкви божьи. Пашни у церкви две чети (около 10 га), сена 10 копен (2 га), лесу три десятины…»

В 1620 году в Кужбал пришло крепостное право. Первый кужбальский барин А. П. Воейков получил село и прилегающие к нему деревни так же, как и другие землевладельцы этого края в качестве награды за оборону Арбатских ворот Москвы в 1618 году.
В 1628 году, согласно данным следующей переписи, на Кужбальском погосте стояло уже две деревянные церкви, которые являлись центром прихода из 16 деревень по 6-8 дворов в каждой (по другим сведениям деревень было 12).
Д. Ф. Белоруков упоминает о том, что в 1678 году Кужбальская вотчина принадлежала стольнику Андрею Ивановичу Салтыкову — родственнику Прасковьи Фёдоровны, жены будущего царя Ивана Алексеевича. А. И. Салтыков был представителем старорусской знати, а его внук — знаменитый Пётр Семёнович Салтыков. В XVIII веке вотчина перешла во владение князей Козловских, которым принадлежали многие земли в разных частях нынешнего Нейского района.
Д. Ф. Белоруков обнаружил документы, в которых князь С. М. Козловский просил разрешения освятить выстроенную на его средства церковь. Прошение датируется 1727 годом. Новая церковь сгорела во время грозы спустя тридцать с небольшим лет. Другая деревянная церковь была построена в 1763 году. В честь окончания постройки в храме была установлена мемориальная доска с надписью: «В 1763 году совершился сей храм при государыне Екатерине Алексеевне и наследнике её Павле Петровиче». Церковь эта ещё пока стоит в Кужбале.
В 1770—1780 годах по случаю образования Костромского наместничества и его административного деления на уезды и волости, была проведена очередная перепись. Итоги её вошли в «Экономические примечания», где, в частности, записаны данные по Кужбальской волости:

«..А в ней деревни: Филатово, Гарь, Седлово, Ротозеево на реке Кильне, Шордик на реке Шордик, Ложново, Потка на реке Потке, Лукино, Косогоры на реке Нельше, Большие Горки на реке Кунаевке, Кунаково, Старищево, Кононово, Молебница, Угоры, Новая, Дальняя, Малые Горки, Каменка, Ульяново, Сляка, Утяка, Дальнее, Карпово, Дарьино, Вздериха, Трухино, Антипово, Тимофеево, Липовец, Березники, Палкино, Болотово, Фуфаево, Лошково, Соснино. Деревни принадлежат помещикам: князю Ивану Алексеевичу Белосельскому-Белозерскому, Ивану Михайловичу Хвостову и Анне Гусевой. Крестьянских дворов в деревнях 216 и людей 537 мужского полу и 814 женского полу. В волости большая лесная дача по берегам речки Монзы и речки Горевицы и Кндьни. Лес строевой: еловый, сосновый, вязы, пихта, липы, осина. Земли всей в волости 46520 десятин…»

В Кужбальскую волость издавна входили огромные пустынные пространства к востоку и северо-востоку от Кужбала. Во время «поветрия» — эпидемии во второй половине XVI века и в годы Смуты эти земли пришли в запустение. Долгое время этот край носил общее название Скилинские (Каликинские) пустоши. Заселяться вновь пустоши стали только к 20-м годам XVII века, тогда же и встал вопрос о строительстве храма. На освящение храма прибыл игумен Галичского Никольского монастыря Паисий, после чего в окладную книгу была сделана запись:

«1627 год ноября 6-й день новоприбылая церковь Парфеньевской осады Скилинских пустошей святого мученика Никиты»

Насчет кужбальских помещиков имеются достаточно малые сведения. Так, Д. Ф. Белорукое упоминает, что село Никитское в XIX веке принадлежало небогатому помещику С. И. Минину, который усердно занимался хозяйством и земледельческими опытами в своей усадьбе и даже публиковал их результаты в «Земледельческой газете». Старожил Кужбала И. Морозов упоминал в своё время о помещике Макарове, владельце усадьбы «Новодальнево». Старожилы деревень Никитской волости по семейным преданиям ещё помнят усадьбу помещика Ховрякова. Валентина Николаевна Мызова со слов своих родителей упомянула помещика Тяпкина, дом которого стоял у деревни Ратозино. В этом доме после революции размещалась Ратозинекая начальная школа, а позднее дом перевезли в поселок Школьный, где его приспособили под клуб.
Жители северной части нынешнего Нейского района, выискивая всё новые способы побочных заработков, перепробовали различные виды промыслов. Кроме традиционных — производства сукна и валенок, льняных тканей, а также портняжного ремесла, они изготавливали на продажу корчаги, горшки, плошки, крынки и т. д. Кужбальский край славился своими плотниками, мастерами по изготовлению рыболовных сетей, которые продавались не только на местных ярмарках, но и вывозились в поволжские города и села. Кужбальские и никитские мужики развивали лыковое производство: плели лапти, делали рогожи, кули, веревки, мастерили сани, телеги, кошевки.
Капитальные кирпичные церковные здания в северной части района строились достаточно поздно, но зато исполнены они были в самом что ни на есть торжественном, парадном виде. Описания начала прошлого века подчеркивают, что Троицкая церковь села Заингирь (1850 г.) и Рождественская церковь села Кужбал (1822 г.) имели оригинальное архитектурное решение — форму корабля. Храм Рождества Богородицы был построен к юго-востоку от Воскресенского храма, был увенчан одной главой, а рядом с ним находилась трёхъярусная колокольня.
В той же описи церквей приводятся и данные о количестве населения в селах Никитской и Потрусовской волостей. В приходе села Кужбал на рубеже первых двух десятилетий двадцатого столетия проживало 1649 человек мужского пола и 1717 — женского.

### Советский период
После Октябрьской революции село стало волостным центром. Села Заингирь и Михали вышли из подчинения потрусовских волостных властей, а Кужбал отделился от села Никитского.
В селе Кужбал появился и новый советский волостной суд. Первым судьей стал бывший волостной писарь Иван Михайлович Голубев. Он разместился в доме бывшего дворянина и торговца Луки Куприяновича Лебедева — здесь была и квартира судьи, и зал заседаний, и канцелярия.
В своей книге И. Морозов рассказывал о том, как осуществлялась торговля на селе в первые послереволюционные годы.

«В Кужбале была волостная лавка, которая раньше принадлежала А. Я. Крылову. Продавцом был молодой человек Сергей Васильевич Зверев. Тогда торговли там практически не было, а было распределение. Однажды поступила партия ситца в несколько тысяч аршин. Собрались власти и решили, что его хватит, чтобы выдать каждому жителю волости по пол-аршина (35 см). Поступление ситца было лишь один раз за всю Гражданскую войну. Иногда поступало несколько пар калош или сенокосных кос. Руководство выделяло их более крупным деревням по одной паре или по косе, а в деревнях устраивали лотерею или устанавливали очередь, которую продолжать не приходилось»

1 января 1919 года (позднее, чем в большинстве других волостей) в Кужбале появилась ячейка РКП(б). Организатором выступил крестьянин деревни Каменка Иван Ефимович Белов. После событий марта 1919 года коммунистическое строительство в Кужбале прервалось в связи с Гражданской войной. Новые большевики в Кужбале появились только в 1923 году, когда шефство над волостью взял Главхлопком. Секретарем ячейки стал М. Е. Лебедев, уроженец деревни Малый Шордик, студент Петроградского института путей сообщения.
А. В. Груздев создал в Бренихе первый в округе колхоз, который получил название «Орлы». К 1927 году в «Орлах» объединилось 15 крестьянских хозяйств.
В августе 1923 года в Кужбале появилась и комсомольская организация. В 1925 году для проведения работы в крестьянской среде в село был командирован слесарь московского трамвайного депо Костя Соловьев. Через несколько лет на место Соловьева, возвратившегося в Москву, был командирован ленинградский моряк Володя Герасимов, который продолжал развивать комсомольско-молодежную работу на селе. Развитие Кужбала в 20-30 годы во многом было связано с покровительством, которое оказывал своей малой родине Исидор Евстигнеевич Любимов. Председатель Главного хлопкового комитета ВСНХ РСФСР в 20-е годы, председатель правления Центрсоюза в 1929-30 годах, в 1931 году — народный комиссар внешней торговли, а с 1932 года — нарком легкой промышленности — чины, звания и награды не проходили мимо уроженца кужбальской стороны.
В 20-е годы Кужбал стал центром обширной волости, которая включала в себя Никитское, Заингирь, Михали с примыкавшими деревнямн. Планы предусматривали создать в волости агрономический пункт с опытным полем, где крестьяне могли бы научиться возделывать землю на основах передовой науки. Для улучшения быта крестьян предусматривалось строительство Дома крестьянина. Намечалось строительство ГЭС на реке Нельше, паровой мельницы, валяльно-катальной мастерской, школы, больницы, почтового отделения.
В июле 1924 года была проведена телефонная линия Кужбал — Вожерово с присоединением к уездной телефонной сети. Главхлопком открыл волости значительный кредит, который помог развитию сельской кооперации. В 1925—1926 годах закончилось строительство больницы, почтового отделения, строились школа, Дом крестьянина. Уже была определена сметная стоимость электростанции и начались подготовительные работы. Начало строительства намечалось на июнь 1928 года. По переписи 1926 года в селе Кужбал числилось 43 двора, школа первой ступени, школа крестьянской молодежи, библиотека, клуб, артель инвалидов с 10 работниками, больница на 12 коек. В Доме крестьянина проводились культурные мероприятия, лекции, собрания и совещания.
В 1928—1929 годах Кужабл был центром одноимённого района.
31 августа 1932 года Нейский район был упомянут в газете «Правда». Заметка называлась «В Нейском районе руководство дискредитировано». Разбор данной публикации закончился тем, что бюро обкома ВКП(б) Ивановской промышленной области постановило: «Бюро Нейского района переизбрать». Со своих должностей были сняты и отданы под суд 1-й секретарь райкома В. М. Берсенев, председатель райисполкома С. В. Филиппов и другие.
В ходе репрессий 1937 года были арестованы были 1-й секретарь Нейского райкома ВКП(б) И. И. Прокопьев и председатель райисполкома Николай Сидорович Репкин, был снят со своей должности редактор районной газеты «Голос стахановца» Клоков. Сохранилось решение бюро РКП(б), датированное осенью 1937 года. «Зав. первомайским лесоучастком Бойцова за вредительскую деятельность и саботаж с работы снять, исключить из партии и дело передать в следственные органы». В том же 1937 году были арестованы учителя школы крестьянской молодежи: Е. К. Мухин, Н. С. Яхонтов и директор С. А. Назарецкий были обвинены в попытке поджечь школу. Старосте Воскресенской церкви И. И. Зайцеву было предъявлено обвинение: «Набросал на поле железных прутьев, чтобы вывести из строя только что поступивший комбайн».
В предвоенные и послевоенные годы кужбальская земля была одним из центров лесодобывающей промышленности. Поблизости находились два мощных лесоучастка — в посёлке Красная Осыпь и в посёлке Дружба.

## Население
| 2008 | 2010 | 2014 |
| ---- | ---- | ---- |
| 276  | ↗355 | ↘339 |

## Известные люди

### Уроженцы Старищево
Любимов Исидор Евстигнеевич (1882—1937) — русский революционер, советский государственный деятель, ближайший сподвижник Фрунзе в годы революции и гражданской войны, организатор кооперативного движения (1926—1930), руководитель внешней торговли (1930—1931), нарком лёгкой промышленности СССР (1932—1937).

## Интересные факты
Под Кужбалом была вотчина декабриста Михаила Александровича Фонвизина, в которую входили деревни Афанасово, Выползово, Мормыш, Петрятино, Раменье и др.
После смерти Фонвизина Кужбальская вотчина была возвращена его жене Наталье Дмитриевне, урождённой Апухтиной, которая много раз приезжала сюда. И. И. Пущину она писала: «Река Нельша напоминает мне сибирские реки…».